# Rodenberger Aue
Die Rodenberger Aue ist der 28 km lange rechte Nebenfluss der Westaue in Niedersachsen, in den Landkreisen Hameln-Pyrmont, Schaumburg und der Region Hannover, deren Grenze sie im Unterlauf bildet. Sie durchfließt das Deister-Süntel-Tal und die Bördelandschaft des Bückebergvorlandes unterhalb von Rodenberg.

## Verlauf
Die Rodenberger Aue entspringt als Aue bei Kessiehausen, oberhalb von Bakede am Süntel, ca. 190 m ü. NN. Sie entwässert den östlichen Süntel, den westlichen Deister und den nordöstlichen Teil des Bückebergs, insgesamt eine Fläche von 170 Quadratkilometern. In ihrem Verlauf nimmt sie das Wasser zahlreicher Mittelgebirgsbäche auf, wird in Rodenberg, Horsten und Rehren durch Wehre  gestaut, unterquert hinter Lauenau die BAB 2, bei Bad Nenndorf die B 65, die Bahnstrecke Hannover–Minden und vor Auhagen den  Mittellandkanal.
Zwischen dem Mittellandkanal und ihrer Mündung ist die Rodenberger Aue seit 1990 in starkem Maße renaturiert worden, da sie Teil des niedersächsischen Fließgewässerschutzsystems ist, als einer der Vertreter eines typischen Bördebachs. Kennzeichnend sind hier steile Uferabbrüche, die ein Bruthabitat für den Eisvogel ergeben können.
Bei Sachsenhagen-Auhagen vereinigt sie sich mit der Sachsenhäger Aue zur Westaue, die bald darauf bei Wunstorf-Liethe in die Leine mündet.

Die selten mehr als 2 Meter breite Aue durchfließt das Deister-Süntel-Tal von Südost nach Nordwest und folgt damit einem der voreiszeitlichen Verläufe der Weser, die heute vor diesem Tal nach Westen abknickt.
In früheren Zeiten wurde die Aue zum Betrieb einiger Mühlen genutzt. Heute dient sie gelegentlich noch dem Training der Kanuten.

## Größere Orte am Fluss
- Eimbeckhausen
- Lauenau
- Rodenberg
- Bad Nenndorf

## Nebenflüsse
Die Aue nimmt zahlreiche Mittelgebirgsbäche aus Deister, Süntel und Bückeberg auf:
- Flöttenbach (Deister)
- Eimbeckhäuser Dorfbach (Deister)
- Walterbach oder Waltershagener Bach (Deister)
- Hülseder Bach (Süntel)
- Meinser Bach (Süntel)
- Riesbach (Bückeberg)
- Pohler Bach (Süntel)
- Altenhäger Bach (Deister)
- Blumenhäger Bach (Deister)
- Schlierbach (Deister)
- Salzbach (Bückeberg)
- Ackersbeeke (Deister)
- Rodebach (Deister)
- Rieper Flahbach (Bückeberg)